# Мертві, як я
«Ме́ртві, як я» (англ. Dead Like Me) — американський драматичний телесеріал каналу ABC Family, що вперше демонструвався у 2003—2004 роках.

## Сюжет
Вісімнадцятирічна Джорджіа Лес (акторка Еллен Мут) — головна героїня серіалу, розповідь якого йде від її особи. Джордж помирає ще у першій серії від нещасного випадку — аварії на космічній станції «Мир». Кришка від унітазу космічної станції на високій швидкості вривається у атмосферу і падає на Джорджію, коли та саме повертається з перерви на роботу. Але дівчинка не зникає — вона стає «напівмертвою» — «збирачем смерті».
Вона швидко дізнається, що відтепер її робота — забирати душу з тіла людини якраз перед смертю і супроводжувати її до того часу, як вона відійде на небеса. Серіал розказує про події з «життя» маленької команди таких «збирачів смерті» та про подальші зміни в житті Джорджії та її сім'ї.

## Українське багатоголосе закадрове озвучення
Українське багатоголосе закадрове озвучення серіалу озвучено студією «Так Треба Продакшн» на замовлення телеканалів «К1» та «AXN Sci-Fi».
Ролі озвучували: Анатолій Пашнін, Дмитро Терещук, Валентина Сова та Олена Бліннікова

## Головні ролі

### Женці (Reapers)
| Актори           | Персонаж              | Роки життя      | Примітки                           |
| ---------------- | --------------------- | --------------- | ---------------------------------- |
| Ellen Muth       | Georgia «George» Lass | 1985–2003       | «Millie Hagen», «Toilet Seat Girl» |
| Mandy Patinkin   | Rube John Sofer       | 1876 — бл. 1927 | «Peanut»                           |
| Callum Blue      | Mason                 | 1939–1966       |                                    |
| Jasmine Guy      | Roxy Harvey           | до 1960—1982    |                                    |
| Rebecca Gayheart | Betty Rhomer          | 1899 — бл. 1926 |                                    |
| Laura Harris     | Daisy Adair           | до 1915—1938    |                                    |

### Родина Джордж (George's family)
| Актори           | Персонаж     | Примітки                               |
| ---------------- | ------------ | -------------------------------------- |
| Britt McKillip   | Reggie Lass  | George's younger sister                |
| Greg Kean        | Clancy Lass  | George's mother                        |
| Callum Blue      | Mason        | George's father, викладач університету |
| Jasmine Guy      | Roxy Harvey  |                                        |
| Rebecca Gayheart | Betty Rhomer |                                        |
| Laura Harris     | Daisy Adair  |                                        |

### Співробітники «Геппі тайм» (Happy Time Temporary Services)
| Актори           | Персонаж       | Примітки                             |
| ---------------- | -------------- | ------------------------------------ |
| Christine Willes | Delores Herbig | «Her Big Brown Eyes», George's boss  |
| Crystal Dahl     | Crystal Smith  | Happy Time's mysterious receptionist |

### Різні персонажі (Miscellaneous characters)
| Актори              | Персонаж | Примітки                                       |
| ------------------- | -------- | ---------------------------------------------- |
| Patricia Idlette    | Kiffany  | The reapers' usual server at «Der Waffle Haus» |
| Spencer Achtymichuk | Charlie  | The youngest Reaper                            |
| Yeardley Smith      | Penny    | The oldest Reaper                              |

## Список епізодів
| Сезон | Епізоди | Прем'єра       | Фінал          |
| ----- | ------- | -------------- | -------------- |
| 1     | 14      | 27 червня 2003 | 21 жовтня 2003 |
| 2     | 15      | 25 липня 2004  | 31 жовтня 2004 |

### 1 сезон (2003)
| Номер епізоду | Дата виходу | Назва               | Назва українською |
| ------------- | ----------- | ------------------- | ----------------- |
| 1.01 (1)      | 27.06.2003  | Pilot               |                   |
| 1.02 (2)      | 04.07.2003  | Dead Girl Walking   |                   |
| 1.03 (3)      | 11.07.2003  | Curious George      |                   |
| 1.04 (4)      | 18.08.2003  | Reapercussions      |                   |
| 1.05 (5)      | 25.07.2003  | Reaping Havoc       |                   |
| 1.06 (6)      | 01.08.2003  | My Room             |                   |
| 1.07 (7)      | 08.08.2003  | Reaper Madness      |                   |
| 1.08 (8)      | 15.08.2003  | A Cook              |                   |
| 1.09 (9)      | 22.08.2003  | Sunday Mornings     |                   |
| 1.10 (10)     | 29.08.2003  | Business Unfinished |                   |
| 1.11 (11)     | 05.09.2003  | The Bicycle Thief   |                   |
| 1.12 (12)     | 12.09.2003  | Nighthawks          |                   |
| 1.13 (13)     | 19.09.2003  | Vacation            |                   |
| 1.14 (14)     | 21.10.2003  | Rest in Peace       |                   |

### 2 сезон (2004)
| Номер епізоду | Дата виходу | Назва             | Назва українською |
| ------------- | ----------- | ----------------- | ----------------- |
| 2.01 (15)     | 25.07.2004  | Send in the Clown |                   |
| 2.02 (16)     | 01.08.2004  | The Ledger        |                   |
| 2.03 (17)     | 08.08.2004  | Ghost Story       |                   |
| 2.04 (18)     | 15.08.2004  | The Shallow End   |                   |
| 2.05 (19)     | 22.08.2004  | Hurry             |                   |
| 2.06 (20)     | 29.08.2004  | In Escrow         |                   |
| 2.07 (21)     | 05.09.2004  | Rites of Passage  |                   |
| 2.08 (22)     | 12.09.2004  | The Escape Artist |                   |
| 2.09 (23)     | 19.09.2004  | Be Still My Heart |                   |
| 2.10 (24)     | 26.09.2004  | Death Defying     |                   |
| 2.11 (25)     | 03.10.2004  | Ashes to Ashes    |                   |
| 2.12 (26)     | 10.10.2004  | Forget Me Not     |                   |
| 2.13 (27)     | 17.10.2004  | Last Call         |                   |
| 2.14 (28)     | 24.10.2004  | Always            |                   |
| 2.15 (29)     | 31.10.2004  | Haunted           |                   |